# Natura Cosméticos
Natura Cosméticos S.A., che opera con il nome commerciale Natura è una delle principali aziende brasiliane nel settore della cosmetica. 

## Storia
Nel 1969, Antônio Luiz Seabra fondò l'Indústria e Comércio de Cosméticos Berjeaut, che divenne successivamente Natura. Con l’inaugurazione del primo negozio in via Oscar Freire a San Paolo, Seabra curò in prima persona il rapporto con i clienti e diffuse l’uso di sostanze naturali nei trattamenti per la pelle.
Nel 1974, l'azienda adottò il modello di vendita diretta, espandendo rapidamente la sua rete di consulenti. Nel 1979, venne lanciato la linea SR N, una delle prime dedicate alla cura maschile.
Nel 2004, l’azienda divenne una società quotata alla Borsa di San Paolo. L’anno successivo aprì la sua prima boutique a Parigi, segnando l’inizio della sua espansione internazionale.
Nel 2013, Natura acquisì il 65% del marchio di lusso australiano Aesop per circa 68 milioni di dollari australiani (circa 71 milioni di dollari statunitensi), inclusi i diritti sui distributori del brand. Fondata a Melbourne nel 1987, Aesop era già nota per i suoi prodotti per la cura della pelle, dei capelli e del corpo, formulati con ingredienti botanici e presentati in packaging minimalisti. All'epoca, il marchio operava in oltre 60 punti vendita in 11 paesi e prevedeva un fatturato annuo di circa 64 milioni di dollari australiani per l'anno fiscale conclusosi a giugno 2013. Sotto la guida di Natura, Aesop ha visto una crescita esponenziale: il fatturato è aumentato da 28 milioni di dollari nel 2012 a 537 milioni nel 2022. Nel 2016, Natura acquisì il 35% rimanente, portando la partecipazione al 100%.
Nel 2014, Natura divenne la prima azienda quotata in borsa a ottenere la certificazione B Corp, a riconoscimento del suo impegno verso pratiche aziendali sostenibili e responsabili.
Nel 2017, acquisì la catena britannica The Body Shop dal gruppo L’Oréal per circa 1 miliardo di euro, ampliando significativamente la propria presenza internazionale e incrementando il fatturato globale. L’operazione rappresentò una delle più rilevanti acquisizioni nel settore della cosmetica naturale e sostenibile a livello mondiale.
Nel 2019, Natura acquisì Avon Products per circa 3,7 miliardi di dollari, dando vita al gruppo Natura &Co. L'operazione consolidò la posizione dell'azienda nel mercato globale della bellezza e della cura della persona, integrando sotto un unico ombrello anche The Body Shop e Aesop.